# Championnat de Hong Kong de football 1994-1995
Navigation
Saison précédente Saison suivante
La saison 1994-1995 du Championnat de Hong Kong de football est la cinquantième édition de la première division à Hong Kong, la First Division League. Elle regroupe, sous forme d'une poule unique, les dix meilleures équipes du pays qui se rencontrent deux fois, à domicile et à l'extérieur. En fin de saison, les deux derniers du classement sont relégués et remplacés par les deux meilleurs clubs de Second Division League, la deuxième division hongkongaise.
C'est le club de Eastern AA, double tenant du titre, qui remporte à nouveau le championnat cette saison après avoir terminé en tête du classement final, avec trois points d'avance sur South China AA et douze sur un duo composé de Golden FC et de Frankwell FC. C'est le quatrième titre de champion de Hong Kong de l'histoire du club, qui manque le doublé en s'inclinant lourdement (3-0) en finale de la Coupe de Hong Kong face à Hong Kong Rangers.

## Clubs participants
- Kui Tan FC
- South China AA
- Eastern AA
- Happy Valley AA
- Kitchee SC
- Sing Tao SC
- Instant-Dict FC
- Frankwell FC - Promu de D2
- Golden FC[1]
- Hong Kong Rangers

## Compétition
Le barème de points servant à établir les classements se décompose ainsi :
- Victoire : 3 points
- Match nul : 1 point
- Défaite : 0 point

### Classement
| Rang | Équipe             | Pts | J  | G  | N | P  | Bp | Bc | Diff |
| ---- | ------------------ | --- | -- | -- | - | -- | -- | -- | ---- |
| 1    | Eastern AAT        | 40  | 18 | 12 | 4 | 2  | 43 | 14 | +29  |
| 2    | South China AA     | 37  | 18 | 11 | 4 | 3  | 35 | 14 | +21  |
| 3    | Golden FC          | 28  | 18 | 8  | 4 | 6  | 24 | 19 | +5   |
| 4    | Frankwell FCP      | 28  | 18 | 8  | 4 | 6  | 22 | 20 | +2   |
| 5    | Hong Kong RangersC | 27  | 18 | 7  | 6 | 5  | 23 | 21 | +2   |
| 6    | Happy Valley AA    | 27  | 18 | 8  | 3 | 7  | 25 | 27 | -2   |
| 7    | Sing Tao SC        | 23  | 18 | 7  | 2 | 9  | 25 | 30 | -5   |
| 8    | Instant-Dict FC    | 21  | 18 | 5  | 6 | 7  | 27 | 28 | -1   |
| 9    | Kui Tan FC         | 14  | 18 | 4  | 2 | 12 | 17 | 41 | -24  |
| 10   | Kitchee SC         | 6   | 18 | 1  | 3 | 14 | 17 | 44 | -27  |

|  | Qualification pour la Coupe d'Asie des clubs champions 1995-1996           |
|  | Qualification pour la Coupe des Coupes 1995-1996                           |
|  | Relégation directe en deuxième division                                    |
|  | T : Tenant du titre C : Vainqueur de la Coupe de Hong Kong P : Promu de D2 |

## Bilan de la saison
| Championnat de Hong Kong de football 1994-1995 |                       |
| Champion                                       | Eastern AA (3e titre) |
| Coupes et trophées                             |                       |
| Vainqueur de la Coupe de Hong Kong 1994-1995   | Hong Kong Rangers     |
| Qualifications continentales                   |                       |
| Coupe d'Asie des clubs champions 1995-1996     | Eastern AA            |
| Coupe des Coupes 1995-1996                     | Hong Kong Rangers     |
| Promotions et relégations                      |                       |
| Promus en First Division League                | Hong Kong FC          |
| Promus en First Division League                | Mansion FC            |
| Relégués en Second Division League             | Kui Tan FC            |
| Relégués en Second Division League             | Kitchee SC            |